# Asu (nupe jezik)
Asu jezik (abewa, ebe; ISO 639-3: aum), jedan od šest nupe jezika, šire skupine nupe-gbagyi, kojim govori 5 000 ljudi (1998 R. Blench) u nigerijskoj državi Niger, u selima južno od Kontagora.
U upotrebi za komunikaciju je i nupe [nup].

## Vanjske poveznice
- Ethnologue (14th)
- Ethnologue (15th)